# Provo (ciutat)
Provo és una ciutat a l'estat de Utah al comtat de Utah del qual és la seu del comtat. segons el cens de l'any 2007 tenia 117.592 habitants i amb una densitat de 1.024,4 hab./km². Provo és la tercera ciutat més poblada de Utah i la 209a del país. Se situa a uns 69 quilòmetres de la capital de l'estat, Salt Lake City.

## Fill il·lustres
- Paul Delos Boyer (1918 - 2018) químic, Premi Nobel de Química de l'any 1997.